# الاتحاد المصري للكرة الطائرة
تأسس الاتحاد المصري للكرة الطائرة في عام 1949م، بهدف تنظيم لعبة الكرة الطائرة وأنشطتها في مصر. أي أنه الراعي الرسمي للكرة الطائرة في مصر.
ظل اتحاد كرة السلة يشرف على اللعبة من عام 1946 وحتى عام 1948 وكان يسمي (اتحاد كرة السلة والطائرة). عام 1947 شارك الاتحاد المصري في تأسيس الاتحاد الدولي للكرة الطائرة وتكون الاتحاد الدولي في فرنسا برئاسة السيد / بول ليو وكان يضم 14 دولة من يينها مصر. ومثّل مصر في الاجتماعات التمهيدية السيد عبد العظيم عشري.
عام 1949 تكوّن أول اتحاد مصري مستقل للكرة الطائرة حيث تم ذلك في جمعية عمومية من (14) نادياً، وذلك في مقر جمعية الشبان المسيحيين في القاهرة. وقام الاتحاد بإعداد الحكام وتنظيم دراسات المدربين وإقامة المباريات لنشر اللعبة ورفع مستواها.
تاريخ الاتحاد المصرى للكرة الطائرة دخلت لعبة الطائرة الي مصر عام 1923 تقريبا عن طريق جمعية الشبان المسلمين وكانت اللعبة في أندية الجاليات الاجنبية (اليونان – الإيطاليين) في مدن القاهرة – الإسكندرية – بورسعيد – الإسماعيلية – السويس – أسيوط.
وظل اتحاد كرة السلة يشرف علي اللعبة من عام 1946 وحتي عام 1948 وكان يسمي (أتحاد كرة السلة والطائرة).
- عام 1947 شارك الاتحاد المصري في تأسيس الاتحاد الدولي للكرة الطائرة وتكون الاتحاد الدولي في فرنسا برئاسة السيد / بول ليو وكان يضم (14) دولة من يينها مصر ومثل مصر في الاجتماعات التمهيدية السيد / عبد العظيم عشري.
- عام 1949 - تكون أول أتحاد مصري مستقل للكرة الطائرة حيث تم ذلك في جمعية عمومية من (14) ناديا وذلك بمقر جمعية الشبان المسيحين بالقاهرة وقام الاتحاد بأعداد الحكام وتنظيم دراسات عليا دراسات المدربين وأقامة المباريات لنشر اللعبة ورفع مستواها. وقد كان الاستاذ / جورج إسكندر موجة التربية والتعليم وزارة التربية والتعليم المصرية بوزارة التربية والتعليم وسكرتير عام الاتحاد الدولي في ذلك الوقت جهودا واضحة في الفترة من عام 1952وحتي عام 1964.
- عام 1950 - تم ترجمة القواعد الدولية للعبة (القانون) بواسطة الدكتور / محمد محمد فضالي المدرس بمعهد التربية الرياضية للمعلمين في ذلك الوقت.
- عام 1954 - أشتراك الفريق المصري الوطنب في بعض المباريات الودية مع فريق لبنان أقوي الفرق العربية في هذا الوقت وكان اللاعبون مختلط من لاعبي السلة والطائرة وكان أشهرهم اللاعب / فيليب الحديدي.
- عام 1955 - تم الاشتراك في أعياد الشباب بموسكو بفريق مصري خالص للكرة الطائرة بدون لاعبي كرة اسلة.
- من عام (1959 – 1962) - تم إعداد فريق يمثل جمهورية مصر العربية للأشتراك في دورة البحر الأبيض المتوسط والتي أقيمت في بيروت وكان يشرف علي هذا الفريق السيد / علي عبد المعطي أستاذ الكرة الطائرة بمعهد التربية الرياضية بالهرم وأحرز الفريق المركز الرابع. بداية تصاعد نجم نادي الزمالك حيث فاز ببطولة الجمهورية وكان أول فريق مصري يفوز بهذة البطولة حيث كان يحتكرها فرق الجاليان الاجنبية خصوصا فريق نادي يوناني الإسكندرية.
- وكانت المباريات تقام بنادي الشبان المسيحية وكانت أقوي مباريات بين أندية (الشرطة – هليوليدو) وكان فريق الشرطة يضم في هذا الوقت العمالقة وهم - (محمود الفرنواني – عبد الحميد الوكيل – سعد الدين الضبع – الغنام – المحلاوي – نبيل قطب – توفيق ويصا) بداية عام 1959 م – أنتقل الي نادي الزمالك الكابتن / محمود الفرنواني وأعد أكثر من فريق وزاد الاهتمام باللعبة في النادي وحصل النادي علي أول بطولة للجمهورية ومن هنا بدأت شعبية اللعبة تظهر وإزداد حب الجماهير لها وكان الفرق المتنافسة علي البطولة في هذا الوقت (نادي يوناني الإسكندرية – الاتحاد السكندري – هليوليدو – الشرطة – الزمالك)
- زادت شعبية اللعبة وكثرة الوعي والحماس بين الجماهير واصبحت اللعبة الشعبية الثانية بعد كرة القدم وكان أفضل اللاعبين في ذلك الوقت من نادي الزمالك على سبيل المثال وليس الحصر - اللاعب / نبيل قطب الذي أنتقل من نادي الشرطة الي الزمالك وكان بارعا في أداء مهارات وفنون اللعبة علي المستوي العربي والأفريقي وكان معه اللاعبون (بهاء عبد الودود – عصام الوشاحي – محمد أبو الدهب – هاني عبد الودود – سعد زغلول). -	ومن النادي الاهلي (زكريا مرجان – سامي السباعي – سيد مصطفي – عبد الخالق وهبة – أميل عزيز – نصر الشامي – مصطفي يوسف – أحمد صبحي). - من الإسكندرية (عبد الله مرايف – عبد اللطيف الشامي).
- عام 1963 - تم الاشتراك في أعياد الشباب بهلسنكي (فنلندا) وفازت مصر بالمركز الأول وحصلت علي الميدالية الذهبية وكان مدرب الفريق في ذلك الوقت الكابتن / عبد اللطيف الشامي.
- عام 1964 - أشترك الفريق المصري في تصفية الدورة الأفريقية بكمبالا (أوغندا) وكان يشرف علي الفريق السيد / فراتتا التشيكي الجنسية والذي قام بأعدا مجموعة طيبة من اللاعبين الدوليين الذين ظهروا بمستوي فني جيد في المجال الدولي كما كان له الفضل في إدخال بعض النواحي الفنية علي اللعبة وهي التخصص في المراكز الدفاعية والهجومية لأول مرة في مصر. وحصلت مصر علي المركز الأول في الدورة الأفريقية التي أقيمت بالكونغو وجاءت تونس في المركز الثاني.
- عام 1965 - أنضمت مصر للأتحاد الأفريقي للكرة الطائرة برئاسة الشاذلي وتونس هي دولة المقر نظمت مصر الدورة العربية بالقاهرة وحصلت علي المركز الأول وجاءت لبنان في المركز الثاني.
- عام 1966 - تم إشهار الاتحاد برقم (28 لعام 1966) جولة الفريق القومي في ألمانيا وتركيا وبولندا وتم الاشتراك في بطولة العالم براغ (تشيكو سلوفاكيا) وكان يشرف علي الفريق الكابتن / عبد اللطيف إبراهيم وأشترك الفريق في نفس العام في بطولة البحر الأبيض المتوسط بتونس.

## التنظيم
للاتحاد المصري للكرة الطائرة بنية إدارية شاملة وواسعة جدا، تتألف من مجلس الإدارة ولجنة تنفيذية وعدد من اللجان والمجالس التي تتناول مسائل محددة في الكرة الطائرة مثل الطب والتحكيم وتنظيم البطولات والتمويل.

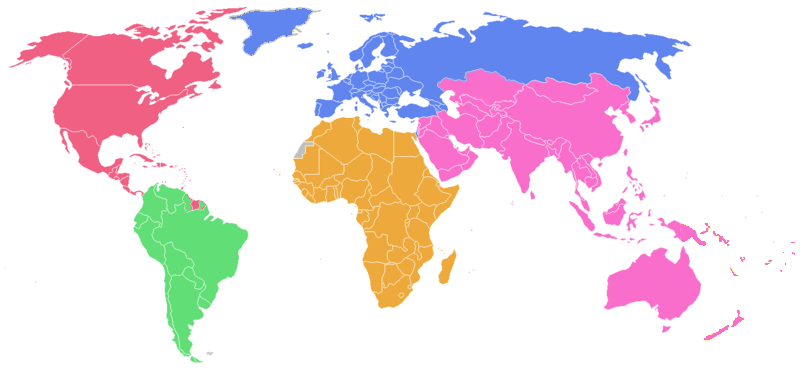
خريطة الدول الممارسه للعبة

يتعاون الاتحاد أيضا مع أكثر من خمسة اتحادات قارية هي:
- في آسيا وأوقيانوسيا: Asian Volleyball Confederation (AVC)
- في أمريكا الجنوبية: Confederación Sudamericana de Voleibol (CSV)
- في أفريقيا: African Volleyball Confederation (CAVB)
- في أوروبا: European Volleyball Confederation (CEV)
- في أمريكا الشمالية، أمريكا الوسطى والكاريبي: North, Central America and Caribbean Volleyball Confederation (NORCECA)

## اللجان الرياضية والعاملة في الاتحاد المصري للكرة الطائرة
- اللجنة العليا للمسابقات وشئون اللاعبين
- اللجنة العليا للحكام
- لجنة التسويق وتطوير الأعمال
- المكتب الفنى
- الإدارة المالية
- التنفيذيه